# 確固たる支援任務

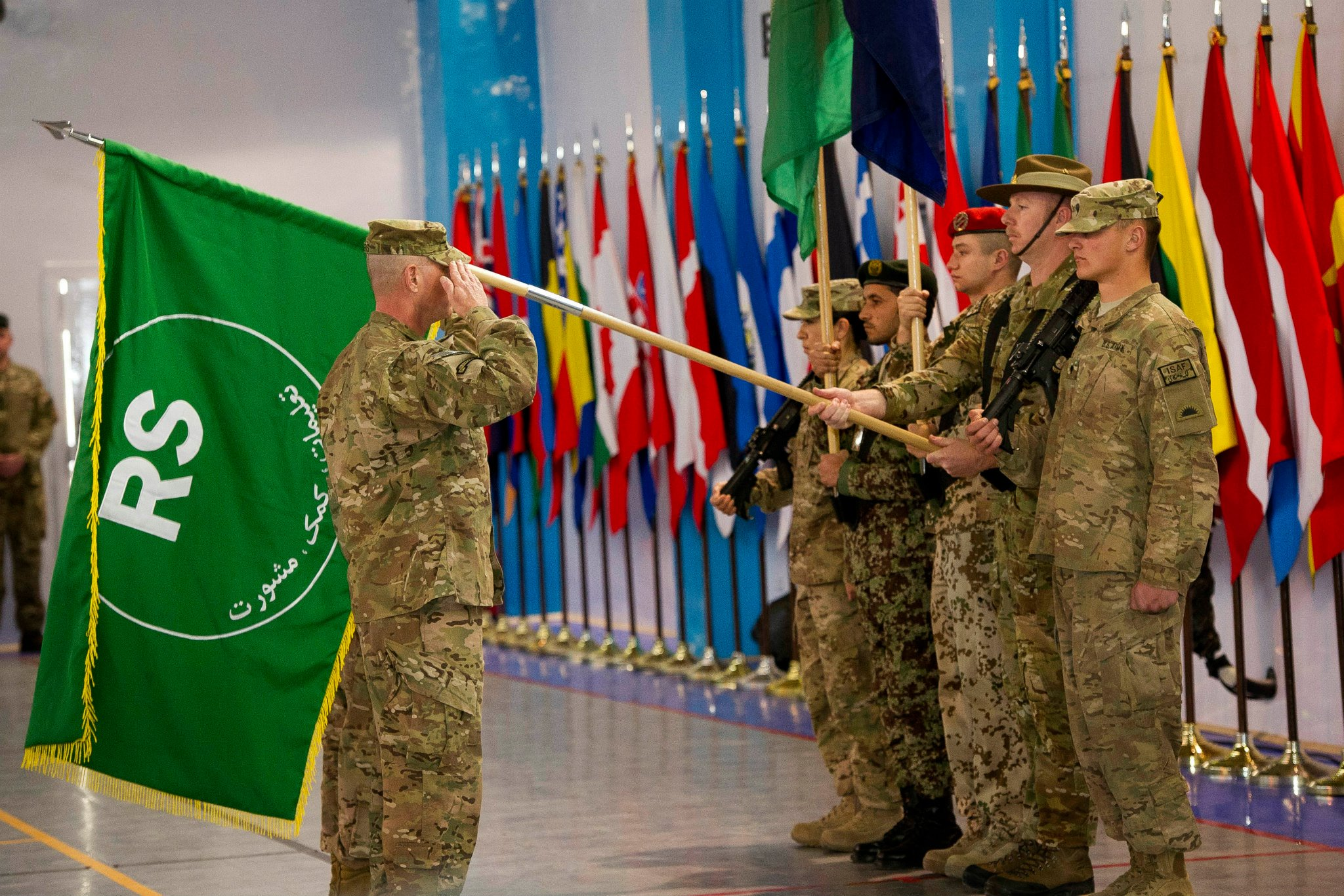
「国際治安支援部隊」から「確固たる支援任務」への移行式典（2014年12月8日 カーブル）

確固たる支援任務（英語: Resolute Support Mission＝RSM)とは、アフガニスタン・イスラム共和国の治安部隊（ANDSF）に対して北大西洋条約機構（NATO）が訓練・助言・支援を行う任務である。2015年1月1日に開始され、1万2500人の兵士が参加している。
これは13年間に渡って14万人が参加し2014年12月28日に完了した国際治安支援部隊（ISAF）に続く任務であり、指揮官は元デルタフォース指揮官のオースティン・S・ミラー（AustSin Scott Miller）大将（2018年〜2021年）である。。なおアメリカ軍は訓練だけでなく、対テロ作戦の「自由の番人作戦」（Operation Freedom Sentinel）を行った。

## 根拠法
確固たる支援任務の作戦計画は2014年6月にNATO加盟国の外務大臣達によって承認され、2014年9月30日にアフガニスタン大統領のアシュラフ・ガニーとアフガニスタンにおけるNATO上級文民代表のマウリッツ・ヨヘムス（Maurits Jochems）がカーブルで地位協定に署名した。国際連合安全保障理事会はアフガニスタンにおける新しい国際任務を支援するために国連安保理決議 第2189号を満場一致で承認した。

## 目的
任務の目的はアフガニスタン治安部隊（ANSF）とAfghan Security Institution（ASI）を訓練・助言・支援することであり、以下の8つの「基本機能」に焦点をあてて行う。
- プログラムの複数年予算と執行[7]
- 透明性、説明責任、監督（汚職防止）[7]
- ASIの文民支配（民衆に仕えるANSF）[7]
- 実力養成（募兵、訓練、能力獲得）[7]
- 維持（補給と整備）[7]
- 戦略と政策立案、資源配分、執行（計画、資源調達）[7]
- 諜報[7]
- 戦略コミュニケーション[7]

## 配置
構想では任務にはNATOや協力国から約12000人が参加し、アフガニスタンのカーブルやバグラム空軍基地が中軸となり4つのスポークをささえる。4つのスポークは訓練助言支援コマンド（TAACs）として構成され、アフガニスタン陸軍の6つの軍団のうちの4つを直接支援する予定である。
- TAAC首都 - 中軸となるTAAC首都はISAFの首都方面軍（Regional Command Capital）を2014年8月に改組したものである。
- TAACイースト - ジャララバード近郊の前線基地ガンベリ（FOB Gamberi）と前線基地フェンティ（FOB Fenty）から第201軍団を支援する予定である。アフガニスタン南東部に位置する第203軍団もTAACイーストから助言者を時々迎える予定である[8]。
- TAACサウス - カンダハール国際空港から第205軍団を支援する予定である。アフガニスタン南西部に位置する第215軍団もTAACサウスから多少監督を受ける。
- TAACウェスト - ヘラートで第207軍団を支援する予定である。
- TAACノース - マザーリシャリーフから第209軍団を援護する予定である。TAACノースは2014年7月1日に北部方面軍（Regional Command North）を改組したもので、ドイツ陸軍のハラルド・ガンツ（Harald Gante）准将が指揮している[9][10]。

TAACのいくつかはISAF終了前に設立された。

## 兵力
2018年現在、北大西洋条約機構（NATO）はアフガニスタン国内に1万6000人を派遣している。